# Кирхгесснер, Марианна
Марианна Кирхге́сснер (нем. Marianne Kirchgeßner; 5 июня 1769, Брухзаль, Баден, Священная Римская империя — 9 декабря 1808, Шаффхаузен, кантон Шаффхаузен, Швейцария) — немецкая исполнительница, игравшая на стеклянной гармонике.
Ученица Йозефа Алоиса Шмиттбаура. Ослепла в четырёхлетнем возрасте, что не мешало ей, начиная с 1791 г., широко гастролировать по всей Европе, в том числе и в Санкт-Петербурге (апрель 1798 г.).
Услышав на одном из первых выступлений, весной 1791 г., игру Кирхгесснер, Вольфганг Амадей Моцарт заинтересовался необычным инструментом и сочинил две небольшие пьесы, Адажио и Рондо, для стеклянной гармоники, флейты, гобоя, скрипки и виолончели, датированные в итоге 23 мая; это произведение (KV 617) считается последней работой Моцарта в камерном жанре. Пьесы были исполнены Кирхгесснер на следующем её концерте в Вене, 19 августа.
После смерти Кирхгесснер утверждалось, что её причиной стало нервное расстройство, вызванное звуками инструмента.